# 西蒙·肖
西蒙·肖（英語：Simon Shaw；1973年9月1日—）是一位已經退役英格蘭橄欖球運動員。他是英格蘭國家橄欖球隊的一員，代表英格蘭參加了2011年世界盃橄欖球賽。